# 瓦斯克勒维尔 (厄尔省)
瓦斯克勒维尔（法語：Voiscreville）是法国厄尔省的一个市镇，属于贝尔奈区（Bernay）布尔格特鲁尔德安夫勒维尔县（Bourgtheroulde-Infreville）。该市镇总面积1.69平方公里，2009年时的人口为117人。

## 人口
瓦斯克勒维尔人口变化图示